# 산성로 (부산)
산성로(山城路)는 부산광역시 북구 화명동에서 금정구 장전동까지 이르는 부산광역시도로, 총 연장은 2.527 km이다. 또한 해당 도로는 사적 제215호로 지정된 금정산성의 명칭을 반영하여 제정된 것에서 유래하였다.

## 노선 정보
- 총 연장 : 2.527 km
- 기점 : 부산광역시 북구 화명동 1528-5 (화명삼거리 = 금곡대로와 교차)
- 종점 : 부산광역시 금정구 장전동 산38-42 (금샘로와 직결)

## 개요
1990년대 이전 당시의 구 영동고속도로와 비슷한 선형을 가지고 있는 부산 지역의 대표적인 S자형 굴곡 구간이 있는 도로이다. 그래서 급경사나 급커브가 워낙 심한 도로로 알려져 왔으며, 1981년 당시에 있었던 버스 추락 사고로 33명이 숨지는 대참사가 발생된 사건과 관련이 깊은 도로이기도 하다.

## 지리

### 통과하는 지자체
- 부산광역시
  - 북구 (화명2동) - 금정구 (금성동 - 장전1동 - 장전2동)

### 접촉하는 도로
- 금곡대로 (국도 제35호선)
- 땅곡길
- 북문로
- 금샘로 (부산광역시도 제7102호선)

### 주변에 있는 시설
북구
- 화신중학교
- 북부산농협 화명지점
- 부산광역시 북구보건소
- 산성중앙교회
- 파스쿠찌 부산화명산성점
- 명한의원
- 화명푸르지오헤리센트아파트
- CU 화명산성로점
- 지코바치킨 화명1호점
- 대우마트
- 금화횟집
- 화명평화도서관
- 주원교회
- 축복교회
- 화명장원맨션
- 산성슈퍼
- 웅진빌라
- 키즈킹덤어린이집
- 대천리중학교
- 대천리초등학교
- 그린숲속아파트
- 심우촌
- 대천천누리길
- 화명 수목원 전시실

금정구
- 금정산성 서문
- 산성119안전센터
- 오리방
- 낙원집
- 카페지수
- 산성상회
- 산성마루
- 헤이든신씨어
- 금성어린이집
- 인제약국
- 산성교회
- 북경반점
- 청사초롱
- 금성동행정복지센터
- 산성막걸리
- 과수원
- 카페26
- 초가농장
- 놀이체험도서관빅뱅
- 일월농장
- 녹색의장원
- 현대가든
- 산성청송가든
- 금정산성다목적광장
- 공해마을회관
- 금호장
- 산성버스
- 산자락가든
- 솔밭집
- 동래양로원